# Pseudopsellonus papuanus
Pseudopsellonus papuanus är en spindelart som beskrevs av Balogh 1936. Pseudopsellonus papuanus ingår i släktet Pseudopsellonus och familjen snabblöparspindlar. Inga underarter finns listade i Catalogue of Life.